# Tropocyclops setulifer
Tropocyclops setulifer is een eenoogkreeftjessoort uit de familie van de Cyclopidae. De wetenschappelijke naam van de soort is voor het eerst geldig gepubliceerd in 2007 door Lee & Chang.